# Seine River (Red River of the North)
Der Seine River (französischer Name: Rivière Seine) ist ein etwa 110 km langer rechter Nebenfluss des Red River of the North im Südosten der kanadischen Provinz Manitoba.
Der Seine River entsteht am Zusammenfluss mehrerer Quellbäche südwestlich von Marchand in der Landgemeinde (rural municipality) La Broquerie. Das Quellgebiet liegt 73 km südöstlich vom Stadtzentrum von Winnipeg auf einer Höhe von etwa 290 m. Der Seine River fließt in überwiegend nordwestlicher Richtung durch die Prärielandschaft im   Südosten von Manitoba. Er passiert die Ortschaft La Broquerie. Nach 38 km zweigt südlich von Sainte-Anne ein Ableitungskanal, die so genannte Seine River Diversion, nach Westen ab. Der Seine River durchfließt anschließend die Gemeinde Sainte-Anne. 8,5 km nordwestlich von Sainte-Anne wendet sich der Seine River unmittelbar vor dem Trans-Canada Highway nach Westen. Der Seine River passiert die Gemeinde Lorette. Kurz vor Erreichens der Großstadt Winnipeg trifft der Seine River auf den Red River Floodway. Er kreuzt diesen mittels eines Dükers. Anschließend schlängelt sich der Fluss noch 20 km in nordnordwestlicher Richtung durch das Stadtgebiet, bevor er im Stadtzentrum in den Red River of the North mündet.
Der Seine River weist fast auf seiner gesamten Fließstrecke ein stark mäandrierendes Verhalten mit unzähligen Flussschlingen und Altarmen auf. Auf diesen Abschnitten wird er meist von einem schmalen Auenwaldgürtel flankiert. Im Stadtgebiet von Winnipeg wird er von mehreren Parkanlagen gesäumt.

## Hochwasserschutz
Der Seine River führt ähnlich dem Red River of the North als Präriefluss die meiste Zeit im Jahr sehr wenig Wasser. Während der Schneeschmelze können die Abflüsse jedoch enorm ansteigen und schwere Überschwemmungen verursachen. Da der Seine River das Stadtgebiet von Winnipeg durchfließt, wurde als Hochwasserschutz-Maßnahme südlich von Sainte-Anne im Jahr 1960 ein Ableitungskanal, die so genannte Seine River Diversion, angelegt. Dieser führt 35 km nach Westen und endet 22 km südlich vom Stadtzentrum von Winnipeg am östlichen Flussufer des Red River of the North.
Außerdem ist der Düker, der den Red River Floodway unterquert, so ausgelegt, dass Wassermengen, die einen Abfluss von 4,3 m³/s übersteigen, direkt in den Floodway abgeleitet werden.